# 狭叶蝎尾蕉
狭叶蝎尾蕉（学名：Heliconia angusta）是芭蕉科蝎尾蕉属的一个品种，通常长 0.7米，原产于 巴西（南美洲）。
狭叶蝎尾蕉通常被称为圣诞蕉，因为它的红色和白色花序通常在圣诞节期间出现。它被世界自然保护联盟归类为脆弱种群，主要是因为它们大多数的栖息地被转变为农业用途。然而，狭叶蝎尾蕉的异地栽培至少部分保留了野生种群的遗传多样性。狭叶蝎尾蕉作为热带园林植物和园艺标本的受欢迎程度促进了商业苗圃和植物园对该物种的广泛传播。

## 用途
在气候潮湿的亚热带地区，狭叶蝎尾蕉是一种受欢迎的观赏植物。

## 外部连结
- Heliconia angusta observations on iNaturalist （页面存档备份，存于）